# Akija
Akija (akadsko 𒀀𒆠𒅀,  A-ki-ia) je bil zgodnji vladar mestne države Ašur. Po Seznamu asirskih kraljev je bil 29. asirski monarh v zgodnjem asirskem obdobju. V Seznamu je zapisan kot tretji od šestih vladarjev, "katerih eponimi niso znani". Kot njegov predhodnik je omenjen Kikija, kot naslednik pa Puzur-Ašur I. O Akijevem vladanju je sicer zelo malo znanega.